# Jaroslav Vlček (fotbalista)
Jaroslav Vlček (12. února 1900 Plzeň – 4. září 1967 Chicago) byl český fotbalista, útočník, československý reprezentant.

## Sportovní kariéra
V lize hrál za Čechii Karlín, nastoupil ve 21 utkáních a dal 13 gólů. V československé reprezentaci odehrál v letech 1922 – 1924 tři utkání a dal dva góly. Reprezentoval Československo na olympiádě v Paříži v roce 1924. Později z Prahy odešel hrát do Ameriky. Hrával jako levá spojka a měl občas přezdívku Bába, protože se vyhýbal osobním soubojům.

## Ligová bilance
| Ročník                      | Zápasy | Góly | Klub             |
| --------------------------- | ------ | ---- | ---------------- |
| Asociační liga 1925         | 9      | 5    | SK Čechie Karlín |
| Středočeská 1. liga 1925/26 | 12     | 8    | SK Čechie Karlín |
| CELKEM                      | 21     | 13   |                  |